# Fußballclub Wacker Innsbruck (femminile)
Il Fußballclub Wacker Innsbruck, citato anche come FC Wacker Innsbruck, è una squadra di calcio femminile, sezione femminile dell'omonimo club austriaco con sede a Innsbruck, capoluogo del Tirolo Settentrionale e dello stato federato del Tirolo.
Iscritta stabilmente alla ÖFB-Frauenliga e la seguente ÖFB Frauen Bundesliga, livelli di vertice nella struttura del campionato austriaco femminile di calcio, dalla stagione 2007-2008, nella sua storia sportiva ha ottenuto come massimo risultato tre secondi posti in campionato, al termine delle stagioni 2007-2008, 2008-2009 e 2009-2010, e raggiunto due finali di ÖFB-Ladies-Cup, la coppa di lega nazionale, nel 2009 e 2012.

## Storia
Fondata nel 2006, la squadra viene formata dalla sezione femminile dell'Innsbrucker AC e per questo motivo al suo esordio, nella stagione 2006-2007, iscritta alla 2. Frauenliga West, sezione regionale di secondo livello (Frauen 2. Liga) del campionato austriaco femminile di calcio. La netta superiore caratura dell'organico rispetto alle avversarie, avvalorata dalle 160 reti siglate contro solo 2 subite, consente alla squadra di conquistare agevolmente la prima posizione e la conseguente promozione nell'allora ÖFB-Frauenliga.
Alla stagione d'esordio nel campionato nazionale di vertice conquista subito il secondo posto dietro alle campionesse d'Austria del Neulengbach, vedendosi assegnato il premio Bruno (Preis der Vereinigung der Fußballer) come squadra rivelazione dell'anno. Sempre dietro al Neulengbach le ragazze del Wacker Innsbruck raggiungono il secondo posto anche nelle due stagioni successive, risultato rimasto il più prestigioso ottenuto dalla squadra, collezionando in seguito due terzi posti e tre quarte posizioni. Solo nella stagione 2015-2016 la squadra, perse alcune importanti pedine nel suo organico, rischia la retrocessione collocandosi al nono e penultimo posto in campionato. La retrocessione è rimandata di una sola stagione; anche nel campionato 2016-2017 la squadra fatica a uscire dalla zona di bassa classifica e al suo termine, con soli 5 punti frutto di una vittoria, due pareggi e 15 sconfitte, viene retrocessa in 2. Frauenliga.
Nel corso del campionato 2017-2018 la squadra si rinforza integrando nel proprio organico calciatrici internazionali, due provenienti dal campionato giapponese, così come giapponese è il tecnico Masaki Morass che dal febbraio 2018 guida il Wacker Innsbruck e che ottiene il primo posto in 2. Frauenliga Mitte/West e la conseguente promozione dopo un solo anno in cadetteria.
Iscritta anche alla ÖFB-Ladies-Cup, la coppa di lega nazionale, la squadra riesce a conquistare due finali al termine delle stagioni 2008-2009, nell'allora denominata ÖFB-Stiegl-Ladies-Cup, e 2011-2012, trovando ancora insormontabile le avversarie del Neulengbach che le battono per 5-1 nel primo caso e 4-0 nel secondo.

## Stadio
Il Wacker Innsbruck gioca le partite casalinghe nel Tivoli-Neu Stadion, impianto che condivide con la formazione maschile. Costruito tra il 1999 ed il 2000, lo stadio fu utilizzato precedentemente dal Tirol Innsbruck, prima che la scomparsa della società per fallimento, nell'estate 2002, lasciasse inutilizzato l'impianto.
Nel 2008 è stato utilizzato come una delle quattro sedi austriache del Campionato europeo.
Lo stadio ha una capienza di 16.008 spettatori, ridotti a 15.200 per le partite internazionali, in ottemperanza ai regolamenti dell'UEFA e della FIFA. Durante Euro 2008 la sua capacità fu temporaneamente espansa per ospitare fino a 30.000 tifosi.

## Palmarès
- Frauen 2. Liga: 1

2006-2007

## Organico

### Rosa 2018-2019
Rosa, ruoli e numeri di maglia estratti dal sito societario, aggiornati al 31 ottobre 2018.
| N. |                     | Ruolo | Calciatrice          |
| -- | ------------------- | ----- | -------------------- |
| 1  | Austria (bandiera)  | P     | Julia Zangerl        |
| 2  | Austria (bandiera)  | A     | Julia Stor           |
| 3  | Austria (bandiera)  | D     | Christine Wiedmayr   |
| 4  | Croazia (bandiera)  | C     | Ruzica Krajinovic    |
| 5  | Austria (bandiera)  | D     | Romina Suppersberger |
| 6  | Austria (bandiera)  | D     | Lisa Appel           |
| 7  | Austria (bandiera)  | C     | Lisa Deutschmann     |
| 8  | Austria (bandiera)  | D     | Tamara Rofner        |
| 9  | Austria (bandiera)  | A     | Nora Both            |
| 10 | Austria (bandiera)  | D     | Johanna Morscher     |
| 11 | Austria (bandiera)  | D     | Rosa Karbon          |
| 12 | Austria (bandiera)  | A     | Lilli Purtscheller   |
| 13 | Austria (bandiera)  | D     | Valentina Kröll      |
| 14 | Austria (bandiera)  | D     | Eva Maria Dengg      |
| 15 | Austria (bandiera)  | A     | Laura Hartlieb       |
| 17 | Austria (bandiera)  | C     | Stefanie Pfleger     |
| 18 | Austria (bandiera)  | C     | Lena Triendl         |
| 19 | Austria (bandiera)  | C     | Miriam Hochmuth      |
| 20 | Austria (bandiera)  | A     | Sarah Schwaninger    |
| 21 | Germania (bandiera) | C     | Joanna Laura Briese  |

| N. |                       | Ruolo | Calciatrice           |
| -- | --------------------- | ----- | --------------------- |
| 22 | Giappone (bandiera)   | A     | Shiho Tomari          |
| 23 | Austria (bandiera)    | D     | Stefanie Rieder       |
| 24 | Austria (bandiera)    | P     | Jasmin Pal            |
| 26 | Austria (bandiera)    | C     | Maria Plattner        |
| 27 | Austria (bandiera)    | C     | Maria Hasler          |
| 28 | Austria (bandiera)    | C     | Anna Innerhuber       |
| 29 | Austria (bandiera)    | D     | Anna Gmeiner          |
| 31 | Austria (bandiera)    | P     | Caroline Riedlsperger |
| 33 | Austria (bandiera)    | D     | Sarah Spinn           |
| 37 | Austria (bandiera)    | D     | Emma Plunser          |
| 40 | Austria (bandiera)    | A     | Antonia Hintner       |
| 41 | Giappone (bandiera)   | D     | Marin Fujisawa        |
| 44 | Austria (bandiera)    | A     | Andrea Glibo          |
| 45 | Austria (bandiera)    | D     | Selina Gmeiner        |
| 47 | Slovacchia (bandiera) | C     | Janka Lukáčová        |
| 48 | Austria (bandiera)    | C     | Carina Widauer        |
| 49 | Austria (bandiera)    | A     | Chiara Gstrein        |
| 66 | Austria (bandiera)    | D     | Franziska Pittl       |
| 77 | Austria (bandiera)    | C     | Sabrina Ilgenstein    |
| 80 | Austria (bandiera)    | D     | Jana Mayer            |